# BKN Strobel
Die BKN Strobel GmbH & Co. KG war eine Sortimentsbaumschule mit Hauptsitz in Holm (Kreis Pinneberg), Schleswig-Holstein. Sie war auf die Anzucht von Freiland- und Container-Rosen sowie andere Containerpflanzen spezialisiert und zählte auf diesem Geschäftsgebiet zu den größten Unternehmen Europas.

## Geschichte
Unter dem Namen Strobel & Co Baumschulen gründete Gustav Strobel 1927 das Unternehmen in Pinneberg, zunächst mit Konzentration auf Freilandpflanzen. 1951 übernahm er die deutsche Generalvertretung der großen französischen Rosenzüchter-Firmengruppe Meilland für deren sämtliche Rosen-Neuheiten (Gartenrosen und Schnittrosen). Die Prüfung und Selektion der im klimatisch begünstigten Frankreich gezüchteten Neuheiten für den deutschen Markt erfolgte in Deutschland. Seit 1963 wurden neben Rosen auch Baumschulgehölze im Container gezogen.
Im Jahr 1987 wurde Strobel & Co von dem 1971 von Hanns-Henning Kähler und Dieter Schakat gegründeten Unternehmen BaumschulenKontor Nord (BKN) in Rellingen übernommen und zu BKN Strobel umfirmiert. 2002 wurde der Baumschulbetrieb auf ein neu angelegtes rund 60 Hektar großes Firmengelände nach Holm verlegt, damals eine der modernsten Containerbaumschulen Europas. Von 2005 bis 2015 waren Hannsjörg Kähler, der Sohn des BKN-Gründers, und Hajo Steinmeyer Geschäftsführer.
Der Betrieb verfügt zuletzt über eine Fläche von insgesamt rund 80 Hektar, auf denen sowohl Freiland- als auch Gewächshauspflanzen herangezogen wurden, darunter mehr als 300 verschiedene Rosensorten. In Kooperation mit dem französischen Rosenzuchtunternehmen Meilland wurden auch Neuheiten speziell für den deutschen Markt entwickelt. BKN Strobel lieferte überwiegend an Großabnehmer, wie z. B. Gartencenter. BKN Strobel vergab auch Lizenzen für die Nachzüchtung der Meilland-Rosen durch andere Rosenbaumschulen. Bis zu 120 Mitarbeiter waren bei BKN Strobel angestellt, davon ca. 30 als Saisonarbeiter. Regelmäßig wurden Haus- und Ordermessen veranstaltet.
September 2016 meldete das Unternehmen Insolvenz an; nachdem sich kein Käufer gefunden hatte, wurde der Geschäftsbetrieb im Dezember 2016 eingestellt. Hauptgrund soll die Abhängigkeit von den ebenfalls insolventen Baumarktketten und Großkunden Praktiker und Max Bahr gewesen sein.

## Auszeichnungen
- 2003: „Umweltpreis Gartenbau“ (einen von zwei vergebenen) des Landes Nordrhein-Westfalen für „Umweltfreundliches Wassermanagement bei der Produktion von Containerpflanzen auf Freilandkulturflächen“ (geschlossenes Regenwasser-Rückgewinnungssystem; computergesteuerte, wassersparende Bewässerungstechniken).[2]
- 2006: „TASPO Reimann-Award“ (einen von drei) als „Baumschule des Jahres“ für „Qualitätssicherung der Pflanzenproduktion unter Einsatzminimierung der Produktionsfaktoren Wasser und Boden“.
- 2007: „TASPO Rabensteiner-Award“ für die 2006 zur Weltrose gekürte Sorte Eden-Rose ’85 als „Beste marktfähige Pflanzenneuheit des Jahres“ (prämiert wurde das besondere Vermarktungskonzept).
- 2008: „TASPO Pöppelmann-Award“ als Trophäe für den besten Internetauftritt.
- BKN Strobel wurde mehrfach für die auf Bundes- und Landesgartenschauen gezeigten Leistungen prämiert.